# Türkische American-Football-Nationalmannschaft
Die türkische American-Football-Nationalmannschaft ist die Vertretung der Türkei bei internationalen Wettbewerben im American Football.
Die Mannschaft nimmt seit 2019 an den American-Football-Europameisterschaften teil.

## Teilnahme an Europameisterschaften
Bei der ersten Teilnahme in der B-Gruppe 2019 bis 2021 verlor man alle Spiele bis auf das gewertete Spiel gegen Belgien, die sich aus dem Turnier zurückgezogen hatten. Die türkische Mannschaft beendete das Turnier damit auf dem vorletzten Platz.
Bei der B-EM 2022/23 wurde das Spiel der Türken in Israel nicht ausgetragen. Mit dem ersten Sieg gegen Irland erreichten die Türken erneut den vorletzten Platz.
Beim nun Level 2 genannten Turnier 2024 holte man erneut gegen Irland den ersten Heimsieg. Mit dem Sieg in den Niederlanden stieg man in die Gruppe der zwölf besten Nationen auf.
| Turnier          | Platzierung (gesamt) | Sp | S | N | PD        | Bemerkung                               |
| ---------------- | -------------------- | -- | - | - | --------- | --------------------------------------- |
| B-EM 2019–21     | 4. (16.)             | 4  | 1 | 3 | 102 : 081 | Sieg gegen Belgien kampflos gewonnen    |
| B-EM 2022/23     | 4. (15.)             | 2  | 1 | 1 | 017 : 014 | Erstrundenspiel gegen Israel verzichtet |
| EM Level 2, 2024 | 1. (13.)             | 2  | 2 | 0 | 045 : 018 | Aufstieg in Level 1                     |

| 19. September 2019 | Samsun   | Türkei      | 22 : 27  | Israel |
| 26. Oktober 2019   | Coslada  | Spanien     | 30 : 25  | Türkei |
| Wertung 2021       | –        | Belgien     | kampflos | Türkei |
| 5. November 2021   | Istanbul | Türkei      | 20 : 24  | Ungarn |
| Wertung 2022       | –        | Israel      | kampflos | Türkei |
| 5. August 2023     | Cork     | Irland      | 14 : 17  | Türkei |
| 3. November 2024   | Ankara   | Türkei      | 41 : 18  | Irland |
| 17. November 2024  | Arnhem   | Niederlande | 0 : 3    | Türkei |